# Antonín Heveroch
Antonín Heveroch (29. ledna 1869 Minice – 2. března 1927 Praha) byl český psychiatr a neurolog.

## Život

### Rodina a studia
Narodil se v Minicích (dnes součást Kralup nad Vltavou jako syn Františka Heverocha a jeho manželky Magdalény, rozené Štěpničkové. Gymnázium absolvoval ve Slaném. Původně studoval právnickou fakultu Karlo-Ferdinandovy univerzity v Praze, v roce 1889 přešel na lékařskou fakultu, kterou dokončil roku 1894.
Dne 17. 7. 1902 se oženil v Praze u sv. Jiljí s Kamilou Heverochovou, rozenou Cirklovou (18. 7. 1883 – 25. 12. 1965), dcerou pražského uzenáře a soukromníka Jana Cirkla a jeho manželky Anny rozené Staré. Zemřel bezdětný.
Pohřben je na Vinohradském hřbitově v Praze, na jeho hrobě je socha ženy od sochaře a přítele Jaroslava Horejce (1886–1983).

### Profesní kariéra
Do praxe vstoupil jako praktický lékař ve Všeobecné zemské nemocnici v Praze na Karlově náměstí. Odtud přešel roku 1899 na místo sekundárního lékaře do ústavu choromyslných v Kateřinkách. Téhož roku 1899 se habilitoval z psychiatrie a neurologie, roku 1906 se stal mimořádným profesorem, roku 1921 řádným profesorem na lékařské fakultě Karlovy Univerzity. V roce 1908 zřídil a vedl ústav pro epileptiky v Praze Libni v původně viniční usedlosti Malovaný lis (Valentinum). Roku 1919 se stal vrchním ředitelem pražského ústavu pro choromyslné.
Byl mj. členem Československé akademie věd a umění, Akademie práce, Státní zdravotnické rady. Byl také místopředsedou Společnosti Národního divadla (přičemž herce nechával pro některé své role studovat psychózy na svém oddělení).
Ve více než 100 původních pracích a článků se věnoval různorodým tématům: afázie a agnózie, jak si uvědomujeme jsoucno, o představách slov, o životním rytmu a jeho poruchách, o intuici, o ztrátě uvědomění svých citů, o vztahovačnosti a problému kauzality, o podvržených a vyzrazených myšlenkách, o obsesích, o bludu, o halucinacích u liliputů, o mrákotných stavech, o duši davu, o dětech chorobně lhavých, o dětech neposedných, o zločinech školní mládeže, o báchorkách spiritistických aj.

## Dílo
Významná byla jeho kniha „Diagnostika chorob duševních“ (1904), která se společně s knihou „Psychiatrie“ (1897) Karla Kuffnera (1858–1940), stala na několik desítek let základními učebnicemi československé psychiatrie. Připomenout je třeba i spisek „O podivínech a lidech nápadných“ (1901), ve kterém živě vykresluje portréty pacientů z dnešního pohledu trpících psychopatií či poruchou osobnosti. Tato kniha byla prý oblíbenou inspirací Jaroslavovi Haškovi při psaní Švejka.
V šestidílném seriálu „O poruchách jáství“ (1910), se v Čechách jako první zabýval fenoménem depersonalizace (i když právě toto označení nepoužíval). Věnoval se také psychologii a psychiatrii denního života a neúnavně psychiatrii popularizoval mezi laiky. Jeho jméno se díky tomu stalo známým natolik, že zlidovělo jako synonymum psychiatra. A tak se říkalo: „zavoláme na tebe Heverocha“ apod., podobně jako se později strašilo Myslivečkem nebo Vondráčkem.
„Říká se o Pinelovi, že sejmul okovy duševně nemocným, Heveroch u nás otevřel vězení psychiatrie a nechal ji proniknout za ústavní zdi.“

Ve svém terapeutickém úsilí uplatňoval principy psychoterapie (psychagogika, persuase), nepoužíval ale hypnózu a tvrdě odmítal Freudovu psychoanalýzu. Existenci podvědomí ale uznával. Z filosofického hlediska měl blízko vitalismu. Odmítal psychofyzický paralelismus.
Jeho přímými žáky byli např. Vladimír Vondráček (1895–1978) či Otakar Janota (1898–1969). Sám byl žákem např. Josefa Thomayera (1853–1927).

Vondráček Heverocha popisuje jako člověka spořádaného, šetrného, střídmého se zájmem o matematiku a filozofii, se smyslem pro humor, jako výborného přednašeče, školitele, debatéra a organizátora. 
„Byl neobyčejně pořádný. Byl to člověk „ke kolmici“, na svém stole měl všechny psací potřeby pravidelně srovnány ke kolmci (…) Chodil rychle, často s rukama založenýma na zádech, hlavu měl schýlenou k jedné straně. (…) Rád si zapálil cigaretu a po francouzském způsobu při mluvení ji nevyndával z úst.“

## Ostatní

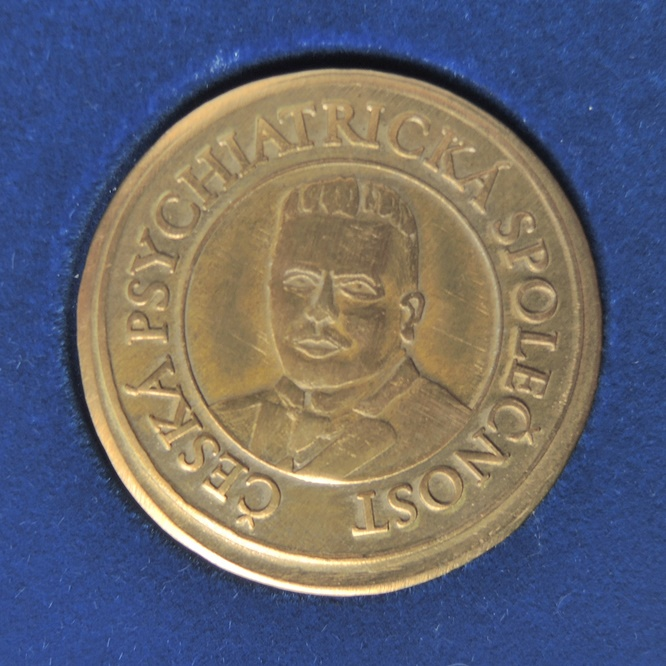
Heverochova medaile

Česká psychiatrická společnost uděluje jako jedno ze svých ocenění Heverochovu medaili.

## Dílo
- O podivínech a lidech nápadných (1901). Dostupné online zde (Wikizdroje) nebo zde (Kramerius ČAV).

## Inspirace v umění
- Postava profesora Heverocha vystupuje humornou formou v závěru povídky Zahrada vonných úsměvů Karla Poláčka (Povídky pana Kočkodana), která vyšla ještě za Heverochova života (1922).[15]
- Historky z jeho života se vyskytují ve vzpomínkových publikacích pamětníků, např. ve vzpomínkách Karla Viky[16] či Vladimíra Vondráčka[17] a mnoha dalších.
- Profesora Heverocha portrétoval též Max Švabinský.[18]